# Scaptomyza decepta
Scaptomyza decepta är en tvåvingeart som beskrevs av Hardy 1965. Scaptomyza decepta ingår i släktet Scaptomyza och familjen daggflugor. Inga underarter finns listade i Catalogue of Life.